# Scoparia rufostigma
Scoparia rufostigma là một loài bướm đêm trong họ Crambidae.